# 메리 포핀스
메리 포핀스(Mary Poppins)는 파멜라 린던 트래버스가 쓴 연작 동화 시리즈다. 1934년 처음 출간된 이후 1988년까지 속편이 쓰여졌다. 1964년에는 영화로 2004년에는 뮤지컬로 제작되었다.

## 줄거리
런던 뱅크스 집안에 메리 포핀스라는 유모가 새로 들어온다. 아버지와 어머니가 바빠 아이들을 잘 돌보지 않을 때에 등장하는 유모는 부모님을 대신해서 아이들을 잘 보살펴 준다. 메리포핀스라는 새침하고 까칠한 츤데레 유모는 현실과 공상의 세계를 넘나들며 신기한 일을 보여 주는 등 아이들의 마음을 사로잡는다. 그러던 어느날, 바람의 방향이 바뀌자 메리포핀스는 우산을 타고 사라져 버린다.